# 小行星11499
小行星11499（11499 Duras）是一颗绕太阳运转的小行星，为主小行星带小行星。该小行星于1989年9月2日发现。

## 轨道参数
小行星11499的轨道半长轴为2.2221517 UA，离心率为0.181。